# Placa de Okhotsk
Placa de Okhotsk é uma placa tectônica menor que cobre o Mar de Okhotsk, a Península de Kamchatka e as ilhas de Sacalina na Russia, Tōhoku e Hokkaido, no Japão. 
Antigamente, era considerada uma parte da Placa Norte-Americana, mas estudos recentes indicam que é, na verdade, uma placa independente, delimitada a norte pela Placa Norte-Americana. No leste, a placa é delimitada pela Placa do Pacífico na Fossa das Curilas-Kamchatka e na Fossa do Japão, ao sul com a Placa das Filipinas, a oeste pela placa da Eurásia.